# Rossana Doll
Rossana Doll, pseudonimo di Rossana Di Pierro (Bari, 24 maggio 1967), è un'ex attrice pornografica italiana.

## Biografia
Nata a Bari e vissuta a Bisceglie, città della quale era originaria la famiglia, si diploma all'Istituto statale d'arte con il massimo dei voti.
Debutta con alcuni spogliarelli nel cine-teatro Il Salottino di Bari. Successivamente il regista Tinto Brass la vuole in un malizioso cameo nel suo Così fan tutte del 1992. Nel 1994 recita nel film erotico Una grande voglia d'amore di Ninì Grassia, accreditata con il suo vero nome Rossana Di Pierro.
Il suo debutto nel mondo hard avviene grazie ad Antonio D'Agostino, il suo primo regista nel cinema a luci rosse. Legata per un periodo all'agenzia di Riccardo Schicchi, passa poi a lavorare per i fratelli Matera (FM Video) e gira da protagonista numerosi film pornografici accanto ai migliori attori italiani del genere.
Recita comunque anche in film non pornografici e in una sit com televisiva, partecipa a esibizioni itineranti come Erotika e si mostra in spettacoli erotici di alcuni locali.
Nel 1993 salta agli onori della cronaca per aver denunciato i rapporti sessuali che tre esponenti politici altolocati della Puglia, uno dei quali presidente di ATI, le avevano chiesto in cambio di una raccomandazione per un posto di hostess.
L'8 marzo 1994 era prevista l'uscita del libro Membri di partito, scritto con il giornalista della Gazzetta del Mezzogiorno Alberto Selvaggi ed edito da Stampa Alternativa, ma il tribunale di Bari ne blocca l'uscita, tenendo ferme 170 000 copie, dopo che altre 30.000 erano già state spedite e in edicola. Nel testo l'attrice racconta di cene e feste a sfondo sessuale in ambienti di professionisti, e, causa di ricorso e del sequestro, di una raccomandazione per un concorso ad hostess dell'ATI, per cui furono richieste in cambio "tangenti sessuali" dai politici pugliesi Luigi Farace (DC), Pasquale Diglio (PSI) e Nicola Quarta (DC e presidente dell'ATI). Dopo il sequestro il libro fu ristampato con il timbro "Nuova edizione evirata". Farace e Diglio querelarono per diffamazione l'attrice, lo scrittore e l'editore, ai quali nel 1997 fu dato ragione in primo grado di giudizio, ma che furono condannati ad un risarcimento, confermato in Cassazione, poiché i fatti narrati non riguardano le funzioni pubbliche dei due politici.
In seguito alla vicenda, nel marzo 1995 l'attrice tenne una conferenza al Rotary Club di Bari, sul tema "Sesso e politica, l'altra faccia della corruzione".
Sull'onda dell'iniziale successo del libro, l'autore cede i diritti cinematografici alla Film International Company, di Enzo Gallo, che avrebbe dovuto produrre un film di denuncia sulla vicenda, nel quale Rossana Doll sarebbe dovuta essere interpretata da Penélope Cruz Successivamente, nel 1995, era in progetto insieme a Riccardo Schicchi la realizzazione di un film hard avente come trama la sceneggiatura del libro, debitamente adattata.
Nel 1995 e 1996 partecipa all'Erotica Tour, a Roma. Nel 1996 è anche ospite nella trasmissione di Michele Santoro Tempo reale, in una puntata dedicata agli intrecci tra donne e misteri italiani.
Nel 1997, secondo sue dichiarazioni, ha degli incontri periodici con un gruppo di calciatori della Sampdoria di cui non rivela i nomi, incontri che avvengono quando l'attrice è di passaggio al Teatro Alcione con il suo show. Nello stesso anno, nel mese di agosto, denuncia di aver subito violenze sessuali e ricatti a sfondo sessuale da persone fintesi finanzieri mentre si trovava a Porto Cesareo, in una tappa dell'Erotica tour.
Nel 1997 ospita nella sua villa di Bisceglie feste in cui i Carabinieri registrano un giro di cocaina, non introdotta dall'attrice, che però ammette di fare uso.
Nel 1999 partecipa ancora all'Erotica Tour.
Trasferitasi a Torino continua la sua carriera con esibizioni nei locali cittadini.

## Vita privata
Rossana Doll è madre del nuotatore di fondo Daniel Douglas Di Pierro, nato a fine 1993. Ha anche un altro figlio, Denis.

## Filmografia

### Filmografia tradizionale

#### Cinema
- Così fan tutte, regia di Tinto Brass (1992)
- Una grande voglia d'amore, regia di Ninì Grassia (1994)

#### Televisione
- Il Polpo - serie TV, episodio 1x31 (1993)

### Filmografia pornografica

#### Cinema
- Bagno caldo... per una signora ninfomane, regia di Antonio D'Agostino (1992)
- Casa d'appuntamento... puttana dalla testa ai piedi, regia di Antonio D'Agostino (1992)
- Club Anal Story, regia di Antonio D'Agostino (1992)
- Anal Party molto particolare, regia di Antonio D'Agostino (1992)
- Rossana la ragazza dello scandalo, regia di Antonio D'Agostino (1993)
- Bella di giorno, regia di Antonio D'Agostino alias Richard Bennet (1993)
- Una zia... molto disponibile, regia di Antonio D'Agostino (1993)
- Puttana per gusto, regia di Antonio D'Agostino (1993)
- Desiderando Rossana, regia di Antonio D'Agostino (1993)
- Sotto il vestito tutto da scoprire, regia di Antonio D'Agostino (1993)
- Un tranquillo week end di lussuria, regia di Derek Worth (1993)
- Giochi particolari, regia di Antonio D'Agostino (1994)
- Uccelli in paradiso, regia di Riccardo Schicchi (1994)
- Il fuoco della trasgressione, regia di Riccardo Schicchi (1994)
- Con mia moglie si fa tutto..., regia di Antonio D'Agostino (1994)
- Voglia di maschi caldi, regia di Antonio D'Agostino alias Richard Bennet (1994)
- Avanti e dietro c'è posto, regia di Mario Bianchi (1994)
- Rossana e la banana africana, regia di Mario Bianchi (1994)
- Una vedova allegra - Prima parte, regia di Mario Bianchi (1995)
- Una vedova allegra - Seconda parte, regia di Mario Bianchi (1995)
- Incesto a Budapest, regia di Mark Donegan (1995)
- Calore di donna, regia di Mario Bianchi (1996)
- Le porcone volanti, regia di Mario Bianchi (1997)
- Le fantasie anali di Milly, regia di Mario Bianchi (1997)
- Lucrezia - Una stirpe maledetta, regia di Mario Bianchi (1997)
- Infinitamente troia, regia di Mario Bianchi (1997)
- Mata Hari - Prima parte, regia di Mario Bianchi (1998)
- Mata Hari - Seconda parte, regia di Mario Bianchi (1998)
- Day Anal, regia di Antonio D'Agostino (2000)
- Il funerale, regia di Romeo Visconti (2002)
- Il sogno di una vita, regia di Romeo Visconti (2006)
- Sarah Young: Luxury Video Collection - antologia (2007)
- Mutandine bagnate, regia di Walter Carrera (2007)
- Penetrazione efficace, regia di Mario Bianchi (2007)
- Corpi viziosi, regia di Mario Bianchi (2007)
- Nuove mature 1: Troie da sempre, regia di Roy Parsifal (2017)
- Il vizio del cazzo, regia di Roy Parsifal (2018)